# Mühlheim am Inn
Mühlheim am Inn je obec v rakouské spolkové zemi Horní Rakousy, v okrese Ried. Území obce přes řeku Inn sousedí s Německem.

## Počet obyvatel
V roce 2012 zde žilo 646 obyvatel.

## Politika

### Starostové
Seznam starostů od roku 1895.
- 16.09.1895 Eiblmayr Johann
- 01.01.1905 Gradinger Jakob
- 01.01.1907 Grahamer Ferdinand
- 11.09.1910 Gradinger Jakob
- 07.09.1913 Sieglhuber Christian
- 24.06.1919 Katzlberger Franz
- 01.03.1924 Stranzinger Michael
- 01.11.1938 Mühlheim zu Geinberg
- 25.11.1945 Stranzinger Josef
- 01.05.1946 Paischer Matthias
- 09.10.1949 Grahamer Heinrich
- 22.10.1961 Strasser Johann
- 30.07.1968 Hatheier Rudolf
- 21.10.1973 Ranftl Georg
- 07.10.1979 Strasser Johann
- 12.10.1985 Ranftl Georg
- 10.05.1996 Strasser Johann jun.
- 22.10.2015 Schöberl Franz